# Steven Adams

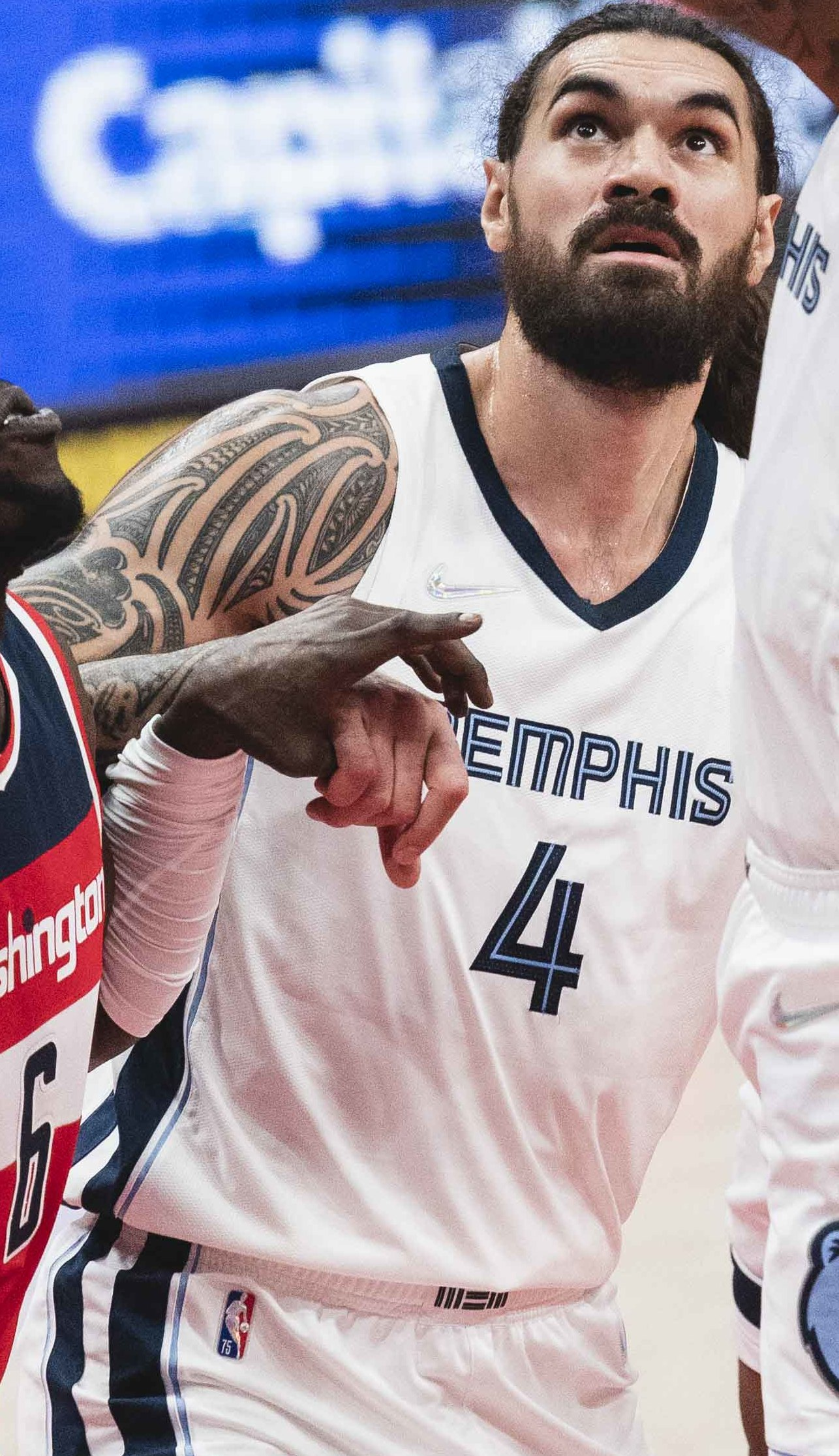
Steven Adams, 2021.

Steven Funaki Adams, född 20 juli 1993 i Rotorua, är en nyzeeländsk professionell basketspelare (C) som spelar för Houston Rockets i National Basketball Association (NBA). Han har tidigare spelat bland annat för Oklahoma City Thunder, New Orleans Pelicans och Memphis Grizzlies.
Adams draftades av Oklahoma City Thunder i första rundan i 2013 års draft som tolfte spelare totalt.
Innan han blev proffs, studerade han på University of Pittsburgh och spelade för deras idrottsförening Pittsburgh Panthers.
Adams är halvbror till den olympiska guldmedaljören Valerie Adams och den paralympiska guldmedaljören Lisa Adams.